# Hawker Nimrod
El Hawker Nimrod fue un caza embarcado biplano monomotor y monoplaza, diseñado y construido a principios de la década de 1930 por la compañía Hawker Aircraft como reemplazo de los obsoletos Flycatcher en servicio con la Fleet Air Arm (Arma Aérea de la Flota). El Nimrod tenía una similitud general con el caza Fury de la RAF y, también en general, con toda la "familia" de biplanos con motores lineales Rolls-Royce desarrollada a partir del Hart.

## Diseño y desarrollo
En 1926, la Especificación N.21/26 del Ministerio del Aire tenía como objetivo conseguir un sucesor del Fairey Flycatcher, entonces en su cuarto año de servicio naval. Este aparato, con su motor radial Armstrong Siddeley Jaguar IV de 385 hp alcanzaba tan sólo los 210 km/h de velocidad a nivel del mar y se reducía aún más a medida que ganaba altitud. 
La serie de cazas biplano ofrecida a la Armada Real a finales de la década de 1920 es un buen ejemplo de los esfuerzos de la industria por reemplazar al cada vez más obsoleto Fairey Flycatcher. Probablemente el Ministerio del Aire consideró más aviones en respuesta a la Especificación N.21/26 que cualquier otro requisito de avión naval en la historia y, sin embargo, las numerosas ofertas no lograron proporcionar un sucesor satisfactorio del biplano Fairey hasta mediados de la década de 1930.
Se presentaron doce diseños por parte de las compañías británicas constructoras de aeronaves, de los que ocho, los Armstrong Whitworth Starling y A.W.16, Blackburn F.1 Blackcok, Fairey Flycatcher II, Gloster Gnatsnapper, Parnall Pipit y Vickers Type 141 y Type 177 fueron preseleccionados. Ninguno de los aviones diseñados y presentados para cubrir la Especificación fue seleccionado para su producción después de las pruebas en 1928 pero, el Hoopoe, un biplano con motor radial Armstrong Siddeley Panther III de 420 kW (560 hp), que en realidad no fue diseñado para la N.21/26, sino a título privado por Hawker Engineering, se consideró lo suficientemente prometedor como para continuar su desarrollo. 
A pesar de la tradicional preferencia de la Marina Real por los motores radiales, el diseñador jefe de Hawker, Sydney Camm, quedó convencido por su experiencia con los aviones terrestres Hart y Fury, de que el futuro de los aviones embarcados también estaba en los propulsados por motores lineales, e inició un diseño de este tipo propulsado por el novedoso, por sus soluciones técnicas, motor lineal V12 Rolls-Royce Kestrel. Antes de que se completara la Especificación 16/30 del Ministerio del Aire, que estaba redactada a su medida, voló a principios de 1930 con el nombre extraoficial Norn. Posteriormente recibió un contrato de producción y pasó a la denominación Nimrod. Con un aspecto estético similar al Fury de la RAF, el primer ejemplar de serie realizó su primer vuelo el 14 de octubre de 1931.

### Diseño
El Nimrod tenía una similitud general con el Fury y, también en general, con toda la "familia" desarrollada en base al Hawker Hart; era un biplano monoplaza con cabina abierta, tren de aterrizaje fijo y ametralladoras que disparaban sincronizadas a través de la hélice. Sus alas rectas, de cuerda constante y puntas redondeadas tenían envergaduras desiguales y un fuerte decalaje, esto último, en parte para mejorar la visión del piloto. Era un biplano de un solo vano reforzado con soportes interplanares en forma de N, inclinados hacia afuera con el plano superior sostenido un poco por encima del fuselaje superior mediante soportes de cabaña. Las alas recubiertas de tela (lona barnizada) tenían largueros de metal y costillas de abeto, con alerones compensados sólo en los planos superiores.
El fuselaje del Nimrod era una estructura tipo Warren de acero tubular y aluminio, rodeada por larguerillos que definían su sección transversal ovalada. El motor, un Rolls-Royce Kestrel IIMS, de 391/399 kW (525/535 hp), estaba recubierto con láminas de duraluminio y el resto del fuselaje estaba recubierto con lona. Al igual que con el Fury, la línea superior del fuselaje era más alta en la zona de la cabina, colocada entre los bordes de salida de los planos superior e inferior. Sus ametralladoras estaban montadas en la parte superior del fuselaje, entre el piloto y el motor, disparando a través de la hélice utilizando el mecanismo sincronizador Constantinescu-Colley C.C. estándar. El plano de profundidad estaba montado en la parte superior del fuselaje y tenía elevadores divididos compensados por superficie; el timón de dirección tenía la familiar forma curva de Hawker/Camm, con una cuerda ancha y profunda que se extendía hasta la quilla.
Su tren de aterrizaje convencional , era del tipo de eje transversal sobre puntales de arrastre, con patas de compresión casi en ángulo recto con respecto al fuselaje, y patín de cola. También podía ser operado como hidroavión con dos flotadores de un solo rediente con refuerzos transversales montados sobre puntales en forma de N. Con los flotadores instalados, la velocidad máxima se redujo en 76 km/h, o un 25 %. El radiador tipo bañera del motor Kestrel estaba montado en la parte inferior del fuselaje entre las patas y los puntales del tren de aterrizaje.
Finalizadas la evaluaciones iniciales en 1930, el prototipo zarpó a bordo del portaviones HMS Eagle hacia Buenos Aires, volando allí y formando parte de los eventos realizados con motivo de la Empire Trade Exhibition (Exposición Comercial del Imperio Británico) en marzo de 1931. Regresó al Aeroplane and Armament Experimental Establishment' (Establecimiento Experimental de Aviones y Armamento) en la base RAF Martlesham Heath para las pruebas finales. Se realizó un pedido de producción por 35 Nimrod Mk.I y el primero de ellos voló el 31 de octubre de 1931. Al año siguiente, se firmó otro contrato por 22 Nimrod Mk.I más. Con una velocidad máxima de 311 km/h, era sólo un poco más lento que su homólogo terrestre, el Hawker Fury.
Se añadió retrospectivamente un carenado de reposacabezas al Nimrod Mk.I, para aliviar la tensión del piloto durante los catapultajes. Los aviones del último lote de producción estaban equipados con ganchos de apontaje. Los experimentos con el primero de este lote, reacondicionados con alas superiores e inferiores en moderada flecha, llevaron al Nimrod Mk.II. Además de las alas en flecha, al principio estaba propulsado por un motor Kestrel IIMS mejorado. Posteriormente, este fue reemplazado por Kestrel VS de una potencia de 481/518 kW (645/695 hp). Los Nimrod Mk.II posteriores tuvieron una superficie de cola de mayor envergadura para mejorar la recuperación del giro invertido de los aviones equipados con flotadores. Originalmente se pretendía que la estructura del Nimrod Mk.II estuviera construida en acero inoxidable resistente a la corrosión, pero, sólo se construyeron los tres primeros, y los 27 aviones restantes volvieron a ser construidos con estructuras de aleación ligera y lona. El primer Nimrod Mk.II se entregó en marzo de 1933. Muchos de los Mk.I fueron posteriormente modificados al estándar Mk.II 

## Historia operacional

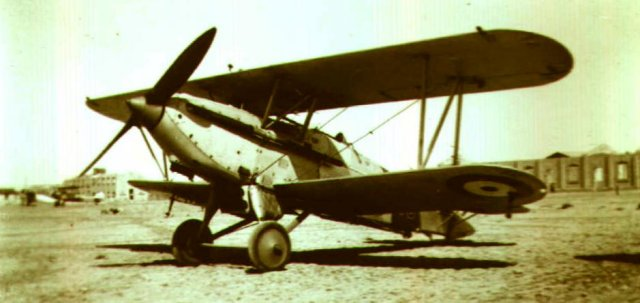
Hawker Nimrod. El Amriya, Egipto, 1936.

Durante 1932, los cazas Nimrod Mk.I comenzaron a reemplazar a los Flycatcher en el seno de las Patrullas nros. 402, 408 y 409 del Fleet Air Arm (FAA, Arma Aérea de la Flota). Posteriormente, a principios de 1933, las patrullas se reorganizaron en escuadrones, equipando al 800.º Escuadrón, embarcando en el portaviones HMS Courageous y a los Squadrons 801 y 802 a bordo del HMS Furious y HMS Glorious, respectivamente.
El Nimrod fue siendo reemplazado por la entrada en servicio antes y al inicio de la II Guerra Mundial por diseños más modernos, como los Sea Gladiator (1938) y Fulmar (1940). Por lo que, al comienzo de la II Guerra Mundial, el Arma Aérea de la Flota (FAA) había relegado al Nimrod a tareas de entrenamiento. En septiembre de 1939, sólo quedaban 18 supervivientes, sirviendo en los Squadrons 753, 755, 757, 759 y 780. El último avión en servicio con el FAA fue el S1582, que se utilizó para las comprobaciones meteorológicas diarias con el 753 Squadron, hasta que finalmente fue dado de baja en enero de 1942.

## Variantes

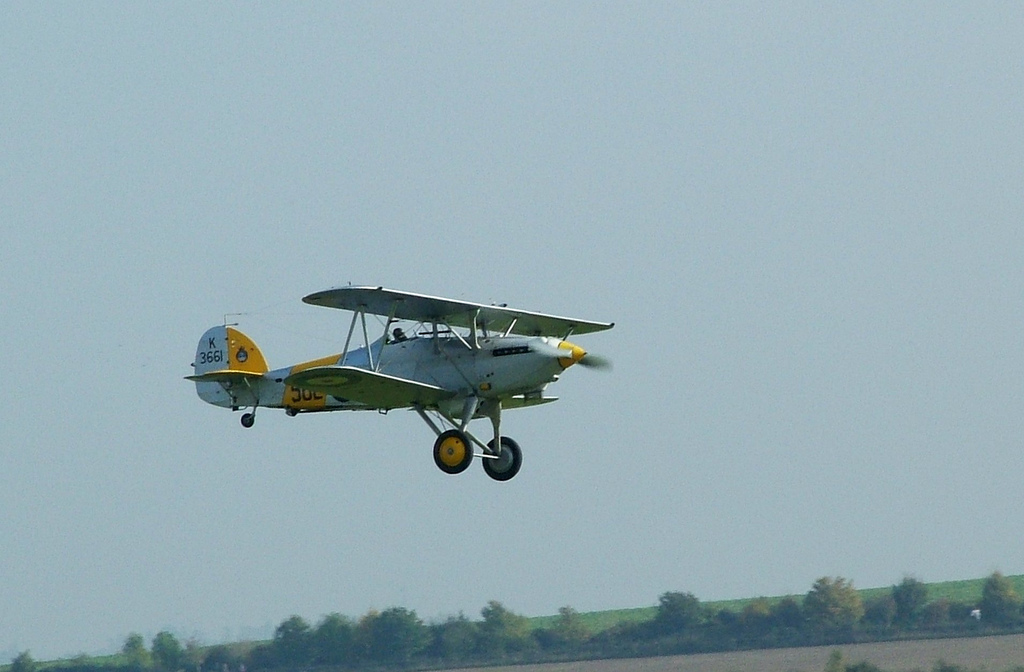
Nimrod Mk.II K3661 en 2007.

Nimrod Mk.I
Propulsado por un motor Rolls-Royce Kestrel IIMS de 391/399 kW (525/535 hp); 57 aeronaves construidas.
Nimrod Mk.II
Versión modificada con alas aflechadas de poco ángulo, propulsado por un motor Rolls-Royce Kestrel IIS o VS de 481/518 kW (645/695 hp); 30 aeronaves construidas.
"Danish" Nimrod
Versión propulsada por un motor Rolls-Royce Kestrel IIIS; dos construidos y exportados a Dinamarca, designados Nimrødderne.
AXH1
Único Hawker Nimrod enviado al Servicio Aéreo de la Armada Imperial Japonesa para evaluación por el Departamento de Pruebas de la Marina en 1934.

## Operadores
Dinamarca

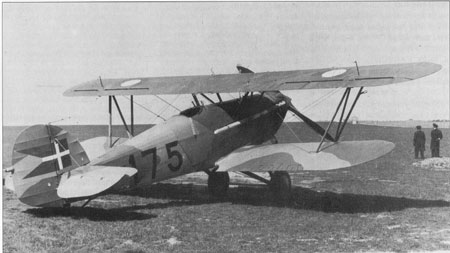
Danish Nimrod, Nimrødderne, 1935.

- Marinens Flyvevæsen (Aviación naval): dos aviones designados Nimrødderne.

 Japón
- Servicio Aéreo de la Armada Imperial Japonesa: un avión, designado AXH1.

 Portugal
- Fuerza Aérea de Portugal: una aeronave para su evaluación.

 Reino Unido
- Fleet Air Arm (Arma Aérea de la Flota)

## Especificaciones (Nimrod Mk.II)
Referencia datos: Enc. Ilust. Aviación

### Características generales
- Tripulación: Uno (piloto)
- Longitud: 8,1 m (26,5 ft)
- Envergadura: 10,2 m (33,6 ft)
- Altura: 3 m (9,8 ft)
- Superficie alar: 28 m² (301 ft²)
- Perfil alar: RAF 28[7]
- Peso vacío: 1411 kg (3109,8 lb)
- Peso máximo al despegue: 1841 kg (4057,6 lb)
- Planta motriz: 1× motor lineal V12 refrigerado por líquido Rolls-Royce Kestrel V[4].
  - Potencia: 525 kW (724 HP; 714 CV)
- Hélices: Bipala de paso fijo

### Rendimiento
- Velocidad máxima operativa (Vno): 310 km/h (193 MPH; 167 kt) a 4260 m
- Velocidad crucero (Vc): 180 km/h (112 MPH; 97 kt)
- Alcance: 1 h 40 min a 3000 m
- Alcance en combate: 491 km
- Techo de vuelo: 8500 m (27 887 ft)
- Carga alar: 64,4 kg/m² (13,2 lb/ft²)

### Armamento
- Ametralladoras: 

  - 2x Vickers de 7,7 mm frontal fija sincronizada
- Bombas: 4 de 9 kg en soportes subalares

## Aeronaves relacionadas

### Desarrollos relacionados
- Hawker Fury

### Secuencias de designación
- Secuencia A__ (Cazas embarcados de la AIJ (Sistema Corto)): AXB - AXD - AXG - AXH - AXHe -AXV